# Diana Chikotesha

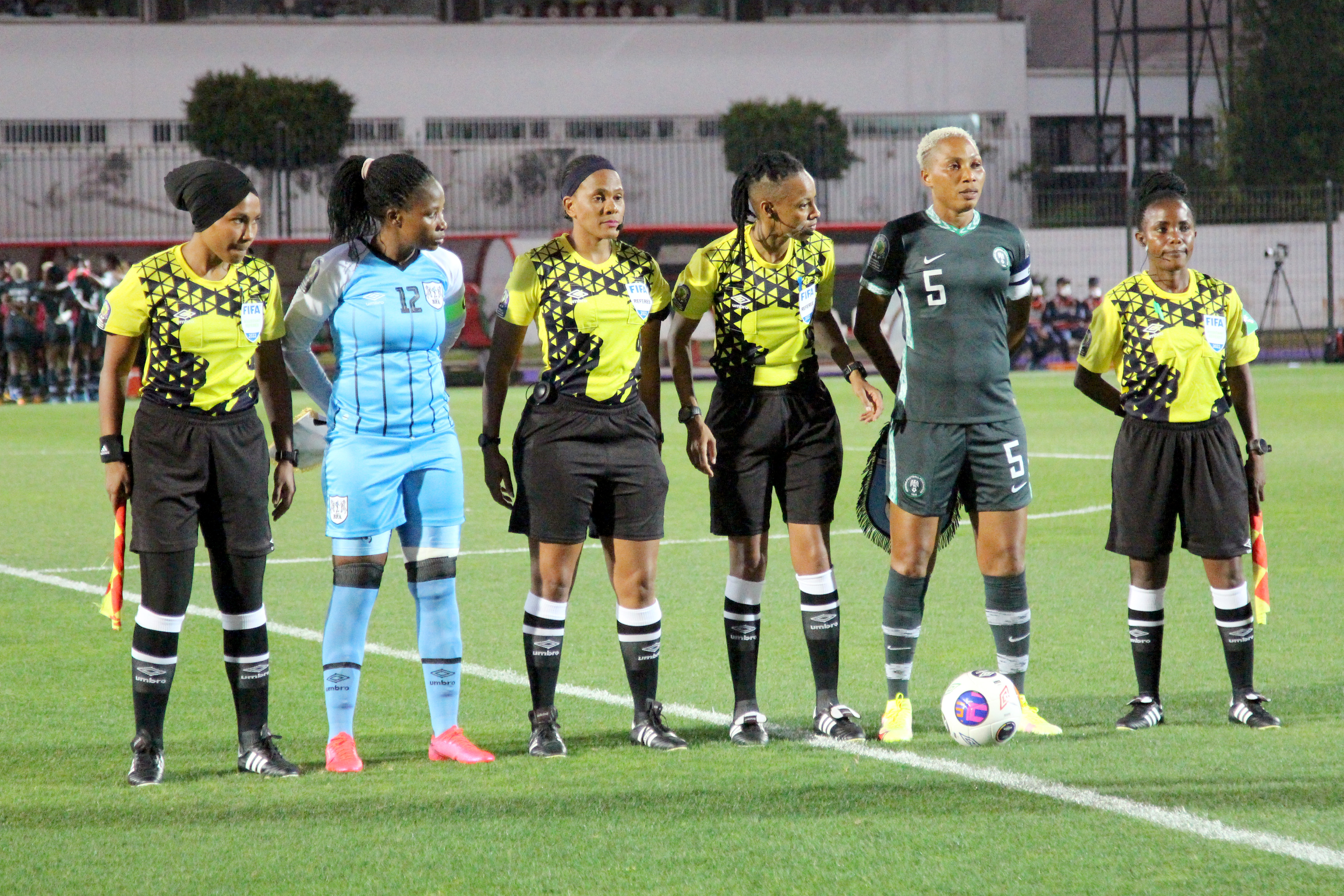
Diana Chikotesha (rechts)

Diana Chikotesha (* 18. Juli 1988) ist eine sambische Fußballschiedsrichterassistentin.
Seit 2014 steht sie auf der Liste der FIFA-Schiedsrichter und leitet internationale Fußballpartien.
Chikotesha war Schiedsrichterassistentin von Akhona Makalima bei der U-20-Weltmeisterschaft 2022 in Costa Rica (gemeinsam mit Mimisen Iyorhe), bei dem sie zusammen zwei Gruppenspiele leiteten. Zudem war sie beim U-23-Afrika-Cup 2019 in Ägypten und beim U-17-Afrika-Cup 2023 in Algerien im Einsatz. Bei Letzterem war sie die erste weibliche Schiedsrichterassistentin in einem Finale des U-17-Afrika-Cups.
Außerdem wurde Chikotesha für die Weltmeisterschaft 2023 in Australien und Neuseeland nominiert.